# Knoxia plantaginea
Knoxia plantaginea är en måreväxtart som beskrevs av Nathaniel Wallich. Knoxia plantaginea ingår i släktet Knoxia och familjen måreväxter.
Artens utbredningsområde är Burma. Inga underarter finns listade i Catalogue of Life.